# Carlos Omar Delgado
Carlos Omar Delgado Rodríguez (Esmeraldas, Provincia de Esmeraldas, Ecuador, 7 de febrero de 1949 - Guayaquil, Provincia del Guayas, 1 de diciembre de 2002) fue un exfutbolista ecuatoriano que se desempeñaba como portero.

## Trayectoria
Sus primeros pasos como futbolista los dio en los clubes El Relojito y el Centro Deportivo Juvenil de Esmeraldas.
En 1970, se unió al Club Sport Emelec donde se proclamó campeón del Campeonato Ecuatoriano de fútbol en 1972. Luego de cumplir con el servicio militar, fue fichado por el Club Deportivo El Nacional, con el que ganó seis veces el campeonato Ecuatoriano de fútbol en los años 1973, 1976, 1977, 1978, 1982 y 1983 y dos subcampeonatos.
Un momento memorable de su carrera fue cuando anotó un gol desde su propia portería contra el portero uruguayo Gerardo Rodríguez de Barcelona Sporting Club el 26 de septiembre de 1976 en la victoria del equipo militar por 5-2 en el estadio Olímpico Atahualpa de Quito, lo que le valió el apodo de El Bacán. Después estuvo en el Deportivo Quito, luego en Filanbanco y finalmente en Liga de Portoviejo, este último donde se retiró.

## Selección nacional
Jugo 15 años en la selección ecuatoriana de fútbol convirtiéndose en el portero que más veces vistió la camiseta del combinado tricolor.
Participaciones en Copa América
- Copa América 1975[3]
- Copa América 1983[3]

## Fallecimiento
Falleció el 1 de diciembre de 2002 tras ser víctima de un infarto cardiaco, pues 17 días antes de su muerte se encontraba jugando un partido de fútbol playa y fue en ese entonces cuando sufrió un golpe en el estómago cuando intento evitar la caída de su portería.

## Clubes
| Club               | País    | Año       |
| ------------------ | ------- | --------- |
| Emelec             | Ecuador | 1970-1972 |
| El Nacional        | Ecuador | 1973-1983 |
| Filanbanco         | Ecuador | 1984      |
| Deportivo Quito    | Ecuador | 1985-1986 |
| Liga de Portoviejo | Ecuador | 1987      |

## Palmarés

### Campeonato nacionales
| Título                 | Club        | País    | Año  |
| ---------------------- | ----------- | ------- | ---- |
| Campeonato Ecuatoriano | Emelec      | Ecuador | 1972 |
| Campeonato Ecuatoriano | El Nacional | Ecuador | 1973 |
| Campeonato Ecuatoriano | El Nacional | Ecuador | 1976 |
| Campeonato Ecuatoriano | El Nacional | Ecuador | 1977 |
| Campeonato Ecuatoriano | El Nacional | Ecuador | 1978 |
| Campeonato Ecuatoriano | El Nacional | Ecuador | 1982 |
| Campeonato Ecuatoriano | El Nacional | Ecuador | 1983 |